# GD-ROM
GD-ROM (Abreviación de "Giga Disk Read-Only Memory") es el formato de disco óptico desarrollado por Yamaha para la compañía de videojuegos SEGA, para ser usado en su consola Dreamcast y en las máquinas recreativas NAOMI que cuenten con el lector apropiado. Es similar a un CD-ROM, pero las hendiduras en el disco están realizadas más cerca unas de otras, de forma que en el mismo espacio físico se puede almacenar más información: alrededor de 1,2 Gigabytes.

## Especificaciones técnicas
Un GD-ROM en la consola Sega Dreamcast, funciona a velocidad angular constante, a diferencia de un CD-ROM común, que gira en modo velocidad lineal constante.
Yamaha y SEGA consiguieron guardar datos en alta densidad reduciendo a la mitad la velocidad a la que gira el disco, pero haciendo creer al lector (un lector de CD alterado) que giraba a velocidad normal. Así, se pudo crear un formato de gran almacenamiento con componentes que ya llevaban años en el mercado (incluso antes de que comenzara el desarrollo de la Dreamcast), y por tanto, muy baratos.

## Regiones de un GD-ROM

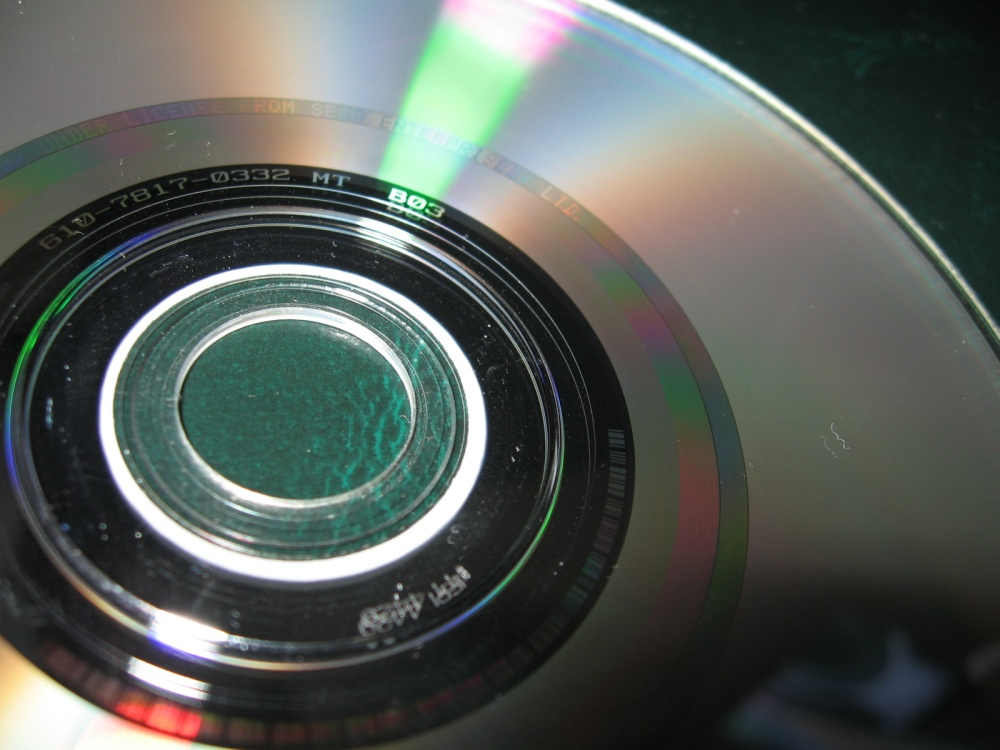
Existen 3 áreas diferentes en un GD-ROM

Hay 3 áreas diferentes en un GD-ROM. La primera y más cercana al interior está en formato de CD convencional, y normalmente contiene una pista de audio con un aviso narrado para que el usuario no lo introduzca en un lector de CD normal, sino solo en su consola DreamCast. Esta sección también contiene 3 archivos de texto, uno con el nombre del juego, otro con la información de copyright y otro con referencias a juegos anteriores de la misma saga, en caso de haberlos. Aparte, en muchos juegos se incluye material extra, desde fondos de escritorio hasta vídeos, dependiendo del juego.
Después de esta área, se incluye otra de unos pocos milímetros que no contiene ningún tipo de dato, y sobre la que se puede leer a simple vista el mensaje Produced by or under license from SEGA Enterprises LTD Trademark SEGA.
El espacio restante, que ocupa la mayor parte del GD-ROM, contiene los datos del propio juego en un formato de alta densidad, el característico de este tipo de discos. Tiene una longitud de 112 minutos, prácticamente 1 gigabyte.
Un lector de CD-ROM normal no detectará más que la primera pista, ya que, de acuerdo con la tabla de contenidos (TOC) del GD-ROM, es la única pista existente. Con un lector modificado, se puede buscar una nueva tabla de contenidos en la región de alta densidad, de forma que incluso con un lector de CD-ROM normal se puede acceder al contenido de dicha región. Otra forma de acceder a los datos del GD-ROM es usando el truco del intercambio, dejando que el lector de CD-ROM lea primero la tabla de contenidos de un CD normal, y a continuación, extrayendo el disco para intercambiarlo con el GD-ROM, de forma que el lector no detecte este cambio. Dependiendo de la tabla de contenidos del CD que se haya introducido al principio, será posible leer más o menos datos del GD-ROM.